# Fritz Erich Schmidt
Pour les articles homonymes, voir Schmidt.
Fritz Erich Schmidt (29 novembre 1906 - 4 février 1982) est un criminel de l'Holocauste, sous-officier SS allemand pendant la Seconde Guerre mondiale.

## Biographie
Il servit notamment comme gardien et chauffeur au centre d'extermination nazi de Pirna-Sonnenstein et au centre de mise à mort de Bernburg en 1940-1941 avec le grade d'Unterscharführer.  
En 1942, Schmidt est muté au centre d'extermination de Treblinka, où il est responsable de la salle des machines alimentant les chambres à gaz.
Après la fermeture du camp en 1943, il est nommé à Trieste au quartier général de la Zone opérationnelle du littoral adriatique, où le camp de concentration de Risiera di San Sabba était en cours d'installation. 
Après la guerre, il est arrêté par les Alliés en Saxe et interrogé. En décembre 1949, il est jugé et condamné à neuf ans de prison (peut-être amnistié). Il a vécu en Allemagne de l'Ouest jusqu'à sa mort en 1982.
Heinrich Matthes, commandant adjoint du camp de Treblinka témoigna plus tard du rôle de Schmidt dans l'assassinat de Juifs. 

« Environ quatorze Allemands ont effectué leur service dans le camp Treblinka II. Il y avait deux Ukrainiens en permanence. L'un s'appelait Nikolaï, l'autre était un petit homme, je ne me rappelle plus son nom... Ces deux Ukrainiens, vivant dans le centre d'extermination Treblinka II, étaient de service aux chambres à gaz. Ils s'occupaient également de la salle des machines lors d'une absence de Fritz Schmidt. Habituellement, Schmidt était responsable de la salle des machines. À mon avis, dans le civil il était soit mécanicien, soit chauffeur... Au total, six chambres à gaz opéraient continuellement. Selon mon estimation, environ 300 personnes prenaient place dans chacune d'entre-elles. Les gens entraient sans opposer de résistance. Les derniers étaient poussés à l'intérieur par les gardes ukrainiens. J'ai personnellement vu comment les Ukrainiens poussaient les gens avec la crosse de leur fusil... Les chambres à gaz restaient fermées pendant une trentaine de minutes. Ensuite, Schmidt arrêtait le gazage et les deux Ukrainiens se trouvant dans la salle des machines ouvraient les chambres à gaz de l'autre côté. »